# فلافيو أرواخو
فلافيو أرواخو (بالبرتغالية: Flávio Araújo) هو مدرب رياضي ومدرب كرة قدم برازيلي، ولد في 30 يناير 1963 في فورتاليزا في البرازيل.